# فیونا ویکتوری
فیونا ویکتوری (انگلیسی: Fiona Victory; ۱۹۵۲ (۷۲–۷۳ سال) – ) بازیگر اهل جمهوری ایرلند بود. وی بین سال‌های ۱۹۷۲ تا ۲۰۰۱ میلادی فعالیت می‌کرد.